# Augusta Marie de Holstein-Gottorp
Augusta Marie de Holstein-Gottorp (1649–1728) a fost o nobilă germană. A fost fiica Ducelui Frederic al III-lea de Holstein-Gottorp și a Ducesei Maria Elisabeta de Saxonia. Prin fiica ei  Albertine Frederica, ea este străbunica țarinei Ecaterina a II-a și stră-străbunica țarului Pavel I al Rusiei.

## Căsătorie și copii
S-a căsătorit cu Frederic al VII-lea, Margraf de Baden-Durlach la 15 mai 1670 la Husum. Ei au avut următorii copii:
- Frederick Magnus (13 ianuarie 1672 – 24 februarie 1672)
- Frederica Augusta (21 iunie 1673 – 24 iulie 1674)
- Christina Sophia (17 decembrie 1674 – 22 ianuarie 1676)
- Klaudia Magdalene Elisabeth (15 noiembrie 1675 – 18 aprilie 1676)
- Catherine (10 octombrie 1677 – 11 august 1746), în 1701 ea s-a căsătorit cu contele Johann Friedrich von Leiningen-Hartenburg
- Karl al III-lea Wilhelm, Margraf de Baden-Durlach (17 ianuarie 1679 – 12 mai 1738), s-a căsătorit cu Magdalena Wilhelmine de Württemberg
- Johanna Elisabeth (3 octombrie 1680 – 2 iulie 1757), în 1697 ea s-a căsătorit cu Eberhard Louis, Duce de Württemberg
- Albertine Frederica (3 iulie 1682 – 22 decembrie 1755), în 1704 ea s-a căsătorit cu Christian August de Holstein-Gottorp, Prinț de Eutin
- Christopher (9 octombrie 1684 – 2 mai 1723), el s-a căsătorit cu Marie Christine Felizitas zu Leiningen-Dagsburg-Falkenburg-Heidesheim
- Charlotte Sophia (1 martie 1686 – 5 octombrie 1689)
- Marie Anna (9 iulie 1688 – 8 martie  1689)